# Winfried Werner (Politiker, 1952)

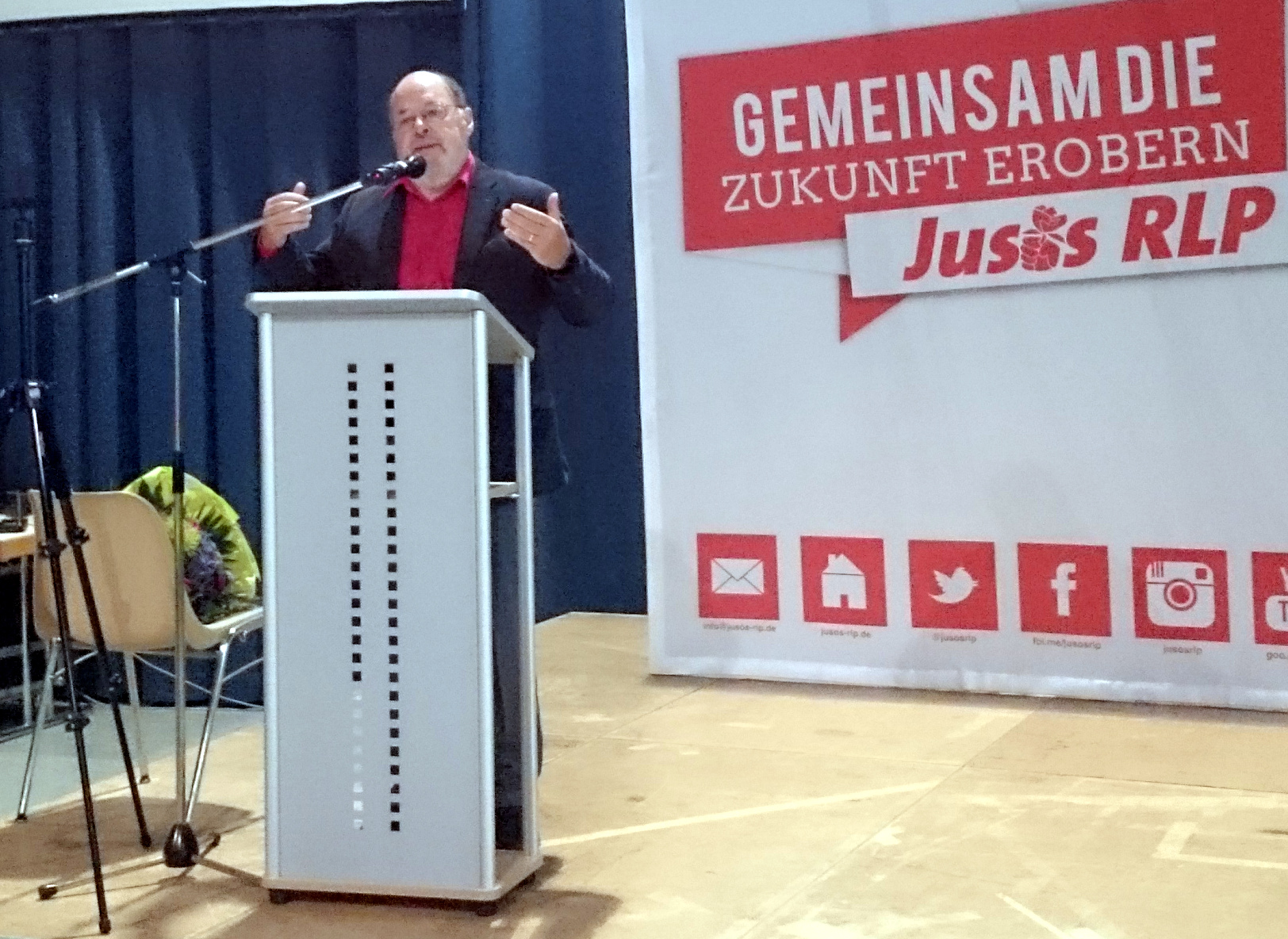
Winfried Werner auf der Landeskonferenz der Jusos Rheinland-Pfalz (2015) in Rockenhausen

Winfried Werner (* 26. Oktober 1952 in Kusel) ist ein deutscher Jurist und Politiker (SPD). Von November 1991 bis September 2017 war er Landrat des Donnersbergkreises. Er ist verheiratet, hat zwei erwachsene Kinder und wohnt in Kirchheimbolanden.

## Beruflicher Werdegang
Nach einem Studium der Rechtswissenschaften an der Johannes Gutenberg-Universität Mainz absolvierte er im Jahr 1976 das erste und im Jahr 1979 das zweite juristische Staatsexamen. Im März 1979 trat er in den Dienst des Landes Rheinland-Pfalz ein und wurde im Oktober 1980 zur Kreisverwaltung des Donnersbergkreises abgeordnet. Hier war er zunächst als Dezernent für Jugend, Soziales und Bauen tätig. Im Jahr 1984 wurde er in den Dienst der Kreisverwaltung übernommen und als Dezernent zuständig für Krankenhäuser in Trägerschaft des Kreises, ÖPNV und Abfallwirtschaft.

## Politische Karriere
Am 23. September 1991 wurde Winfried Werner durch den Kreistag des Donnersbergkreises zum Landrat gewählt. Im Jahr 2001 stellte er sich als SPD-Kandidat der Urwahl und wurde mit 52,0 % der abgegebenen Stimmen wieder zum Landrat gewählt. 2009 wurde er in einer erneuten Urwahl in seinem Amt mit 51,2 % bestätigt. Im Mai 2016 gab er bekannt, bei der Landratswahl 2017 nicht mehr zu kandidieren, seine Amtszeit endete demnach am 22. September 2017.

## Positionen
Werner setzt sich für ein Verbot der NPD ein, am Rande einer Demonstration in Eisenberg (Pfalz) im März 2013 sagte er: „Am meisten tut mir weh, dass wir solche Demos genehmigen müssen.“ Weiterhin setzt er sich dafür ein, dass die Zellertalbahn bestehen bleibt und in den Rheinland-Pfalz-Takt eingegliedert wird.